# Selaginella mickelii
Selaginella mickelii är en mosslummerväxtart som beskrevs av Valdespino. Selaginella mickelii ingår i släktet mosslumrar, och familjen mosslummerväxter. Inga underarter finns listade i Catalogue of Life.